# Bernhard Starkbaum
Bernhard Starkbaum (né le 19 février 1986 à Vienne en Autriche) est un joueur de hockey sur glace professionnel. Il évolue au poste de gardien de but.

## Biographie

### Carrière en club
Formé au Wiener EV, il débute dans la Nationalliga le deuxième niveau autrichien en 2004. Il découvre l'EBEL avec l'EC Villacher SV deux ans plus tard. Il rejoint le MODO Hockey dans l'Elitserien en 2012.

### Carrière internationale
Il représente l'Autriche En équipe nationale. Il a participé aux sélections jeunes.